# 希圖卡阿伊特巴哈省
30°02′N 9°04′W / 30.033°N 9.067°W
希圖卡阿伊特巴哈省（阿拉伯语：‎），是摩洛哥的省份，位於該國中北部，由蘇斯-馬塞大區負責管轄，首府設於阿伊特巴哈，面積3,523平方公里，2014年人口371,102，人口密度每平方公里105人。